# Marcos Chinea
Antonio Marcos Chinea Hernández (Agulo; 13 de junio de 1947) es un boxeador español. Fue el primer olímpico nacido en La Gomera.

## Biografía
En 1965 se proclama campeón de la provincia de Santa Cruz de Tenerife. En 1967 fue campeón de España aficionado de peso ligero y con la selección de Tenerife se proclamó campeón de España y de la Copa del Generalísimo.
Participó en los Juegos Olímpicos de México 1968. Fue cuatro veces internacional con la selección española (contra Grecia, Portugal —en dos ocasiones— y Escocia). 
Debutó como profesional en 1970 venciendo por puntos al madrileño Guillermo Pérez e hizo cuatro combates. Y ante este mismo boxeador colgó sus guantes en 1974.